# 1641
1641 (MDCXLI) a fost un an comun al calendarului gregorian, care a început într-o zi de marți.

## Evenimente
- 13 iunie: Racla cu moaștele Sfintei Parascheva a fost transportată cu o corabie pe Marea Neagră, fiind însoțită de trei mitropoliți greci, Ioanichie al Heracleei, Partenie al Adrianopolului și Teofan al Paleopatrei. A ajuns la Galați, apoi la Iași, iar racla a fost întâmpinată de Vasile Lupu, de Sfântul Mitropolit Varlaam și de episcopii de Roman și Huși, de cler și credincioși. Au fost așezate în ctitoria sa, Biserica Sfinții Trei Ierarhi. Începând cu anul 1889, moaștele au fost mutate în Catedrala Mitropolitană din Iași.

## Arte, științe, literatură și filozofie
Nicolaas Tulp⁠(d) descrie primul cimpanzeu care a fost adus viu în Olanda.
Fiul lui Galileo Galilei proiectează un ceas cu pendul⁠(d), bazat pe descoperirile tatălui său.

## Nașteri
- 3 februarie: Christian Albert de Holstein-Gottorp (d. 1695)
- 15 aprilie: Suleiman al II-lea, sultanul Imperiului Otoman în perioada 1687 - 1691 (d. 1691)
- 30 iulie: Reinier de Graaf (d. 1673)
- 5 septembrie: Robert Spencer, al II-lea Conte de Sunderland (d. 1702)
- 7 septembrie: Alexandru Mavrocordat Exaporitul,  dragoman, unul dintre cei mai[formulare evazivă] importanți politicieni din Imperiul Otoman (d. 1709)
- 5 octombrie: Francoise Athénaïs, Marchiză de Montespan (d. 1707)

## Decese
- 3 ianuarie: Jeremiah Horrocks (Jeremiah Horrox), 22 ani, astronom englez (n. 1618)
- 2 aprilie: Georg, Duce de Brunswick-Lüneburg, 58 ani (n. 1582)
- 9 decembrie: Antoon van Dyck, 42 ani, pictor flamand (n. 1599)